# Nordens husmodersförbund
Nordens husmodersförbund (NHR), var en förening, grundad 1920. Det var en paraplyorganisation för husmodersrörelsens nationella föreningar i Sverige, Norge, Danmark och Finland. 